# Wijnand Jongen
Wijnand Jongen (Helmond, 1959) is een Nederlandse ondernemer en bestuurder.

## Leven en werk
Wijnand Jongen studeerde Onderwijskunde aan de Universiteit van Amsterdam. Aan de Averett University in de Verenigde Staten behaalde hij in 1993 zijn Master of Business Administration (MBA).
Na het voltooien van zijn studie ging Jongen aan de slag bij het Opleidingsinstituut voor de Detailhandel (OVD). Hier zette hij in 1997 samen met Niek Vrielink Macropolis op, de eerste virtuele winkelstad in Nederland. Na een managementbuy-out werd Jongen mede-eigenaar van het bedrijf.
Later werd Macropolis omgevormd tot de eerste Nederlandse vergelijkingssite. Jongen was in 1999 ook mede-oprichter van Retail One, een kennisinstuut voor e-commerce dat in 's-Hertogenbosch werd gevestigd. In 2000 werd Macropolis overgenomen door Newconomy. Van 2001 tot 2021 was Jongen directeur van Thuiswinkel.org, de belangenvereniging van Nederlandse webwinkels.

## Bestuursfuncties
Jongen heeft diverse nevenfuncties vervuld. Hij is onder meer voorzitter geweest van de Leerstoel eMarketing & Distance Selling aan de Erasmus Universiteit in Rotterdam, en Chairman of the Board van Ecommerce Europe, een Europese koepelorganisatie van webwinkels.

## Publicaties
In 2016 schreef Jongen het boek Het einde van online winkelen. De toekomst van retail in een wereld die altijd verbonden is. Daarin betoogt hij dat er een nieuwe tijdperk is aangebroken waarin personalisering en digitalisering bepalend zijn in retail. De economie zal in de toekomst steeds meer gedomineerd worden door shopping eco-systemen van bedrijven als bol.com, Amazon en Alibaba Group. Om te overleven, zullen de bestaande winkels beter moeten inspelen op de wensen en behoeften van de klant die altijd online is.
Behalve in het Nederlands is het boek ook verschenen in een Belgische, Engelse, Deense, Italiaanse, Oostenrijkse, Zuid-Koreaanse en Chinese versie.
In 2019 verscheen 25 Jaar online winkelen in Nederland, dat Jongen samen met Wilbert Schreurs schreef.

## Onderscheidingen
Jongen werd in 2006 gekozen tot DM (Direct Marketing)-man van het jaar. Op 30 juni 2022 werd bekend dat Jongen is benoemd tot Ridder in de Orde van Oranje-Nassau wegens zijn bijdrage aan de e-commercesector.